# آرتور لوکت
آرتور لوکت (به انگلیسی: Arthur Lockett) بازیکن فوتبال زادهٔ ۱۸۷۴ اهل انگلستان بود که سابقهٔ بازی در تیم ملی فوتبال انگلستان را در کارنامهٔ خود دارد. وی در تاریخ ۱۴ فوریه ۱۹۰۳ تنها بازی ملی خود را در مقابل تیم ملی فوتبال ایرلند انجام داد.